# Keuruu

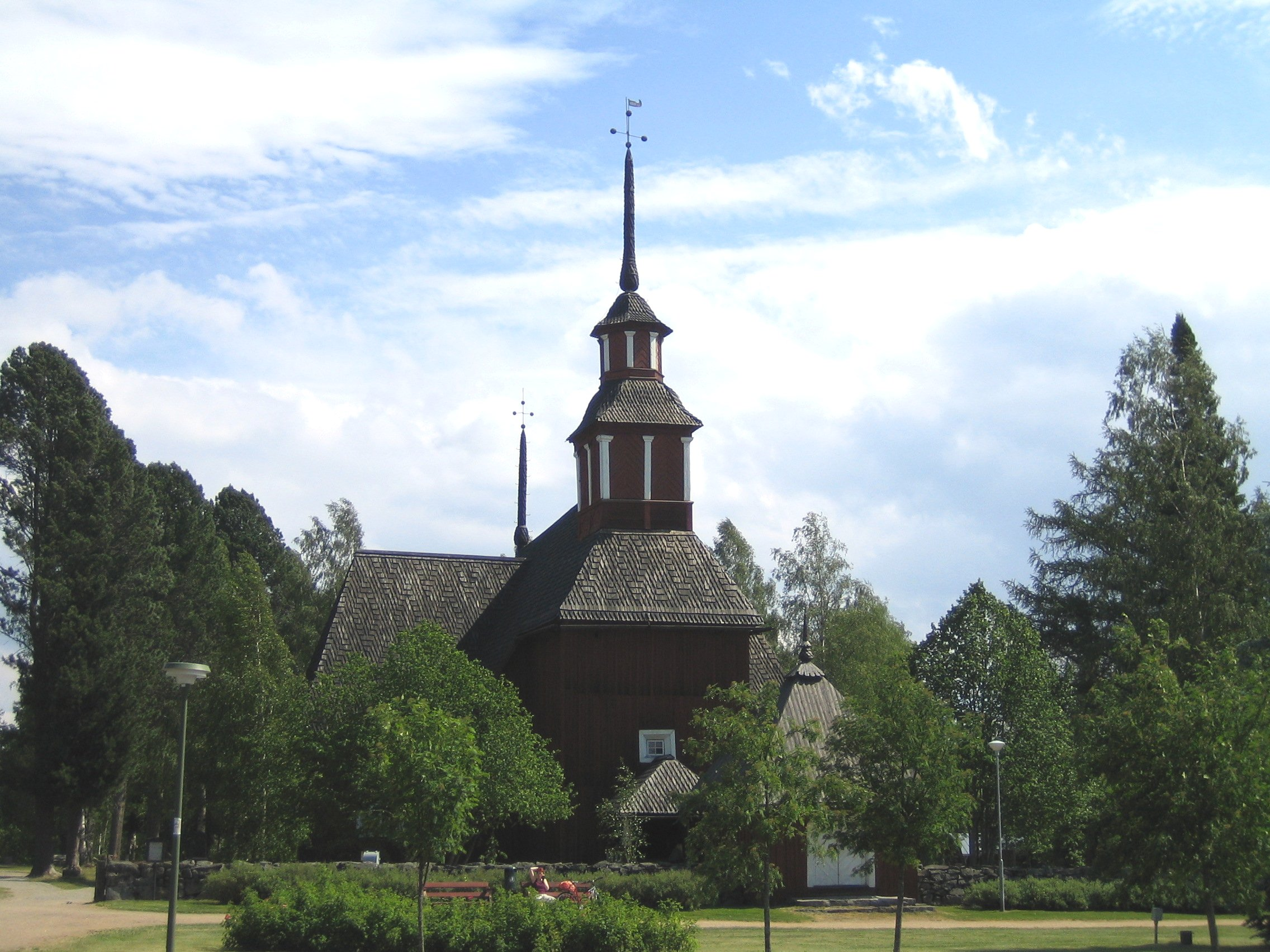
A keuruui ótemplom

Keuruu (svédül Keuru) város Finnországban.
Nyugat-Finnország tartományban helyezkedik el, része Közép-Finnország régiónak. A város lakossága 11 262 (2005. január 1.), területe 1430,79 km², amiből 170,17 km² víz. A népsűrűség 8 fő/km².
A város egynyelvű, a finn nyelvet beszélik.

## Képek a városról

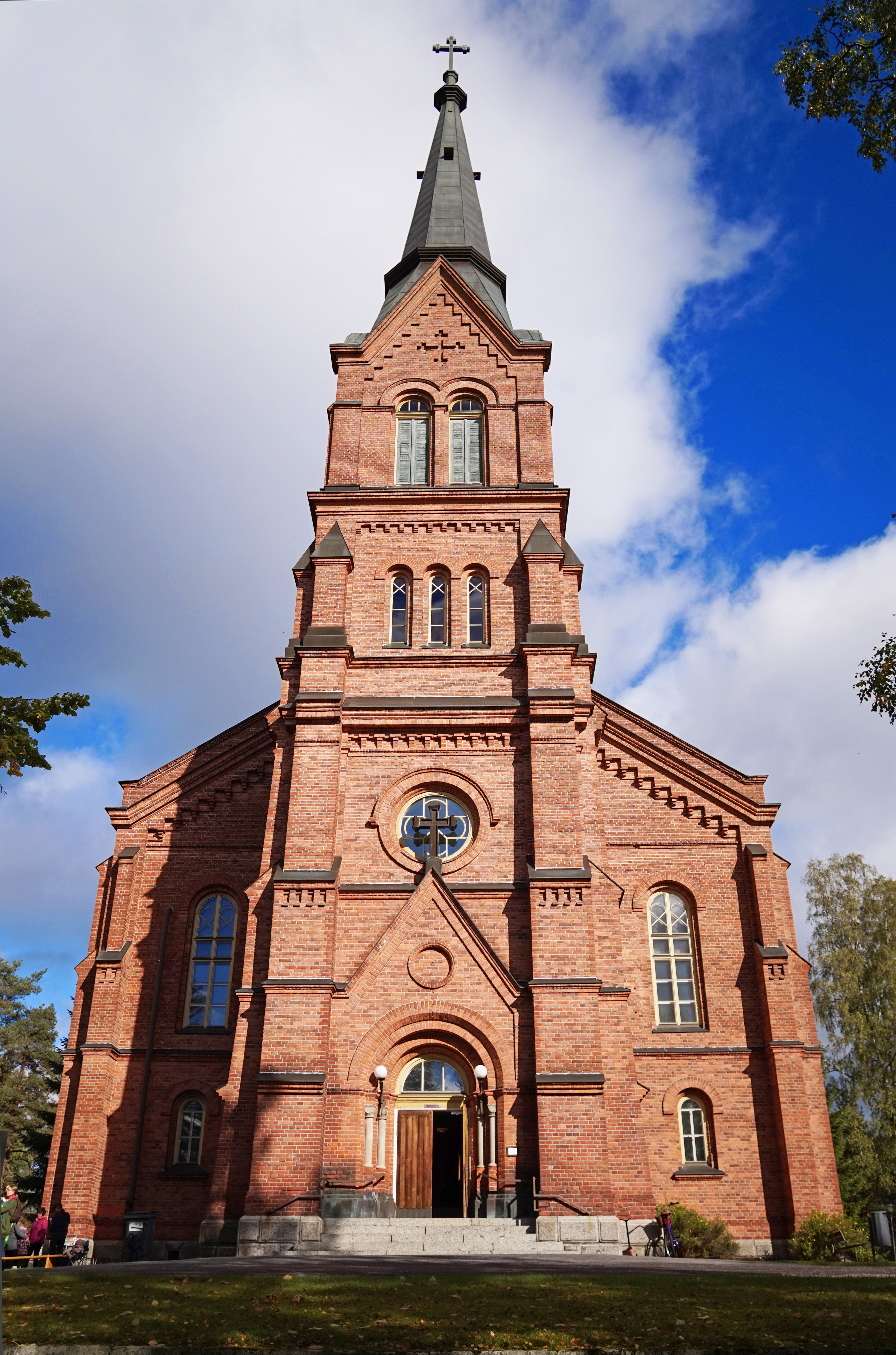
Az új templom.
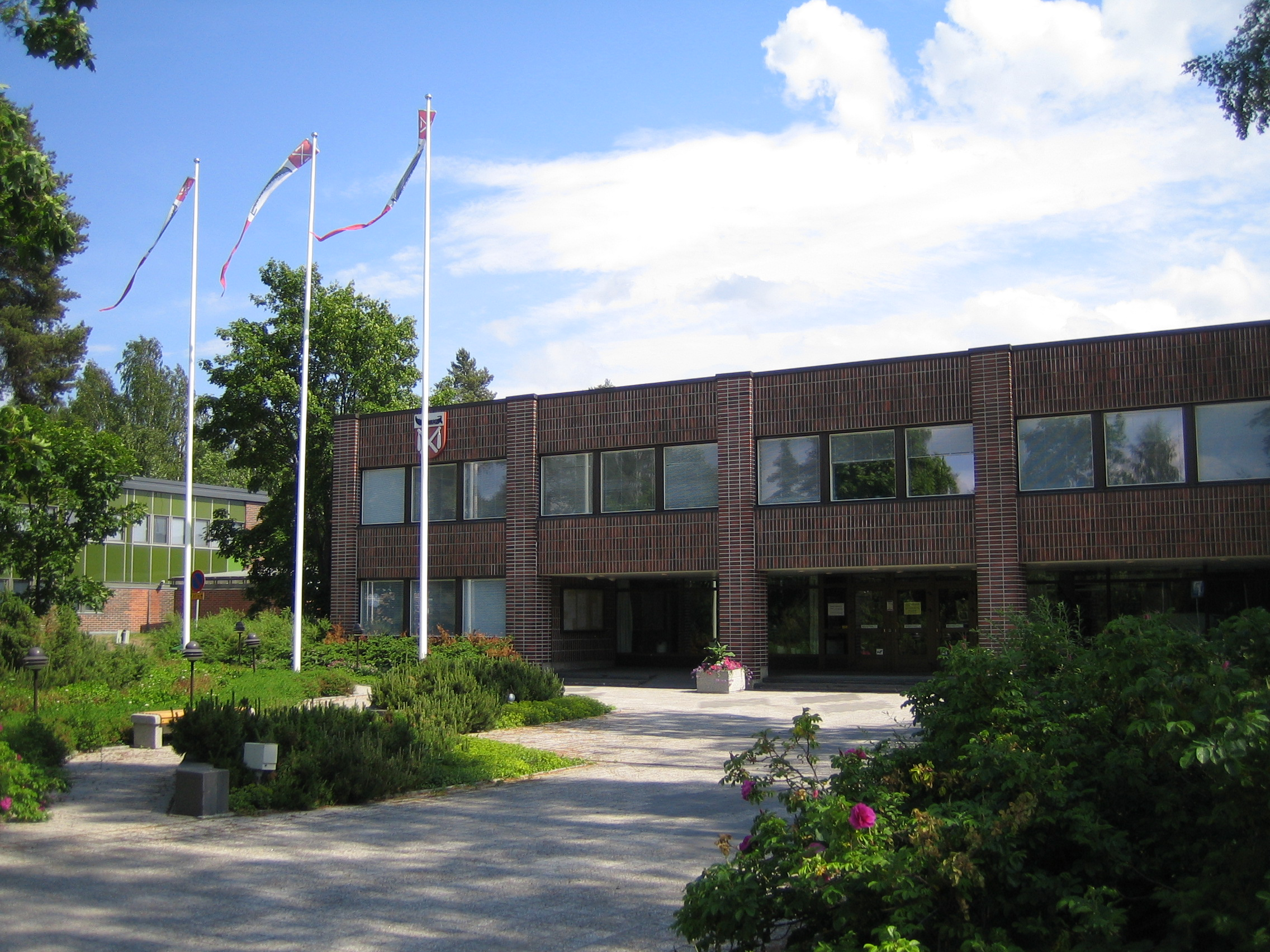
A városháza.
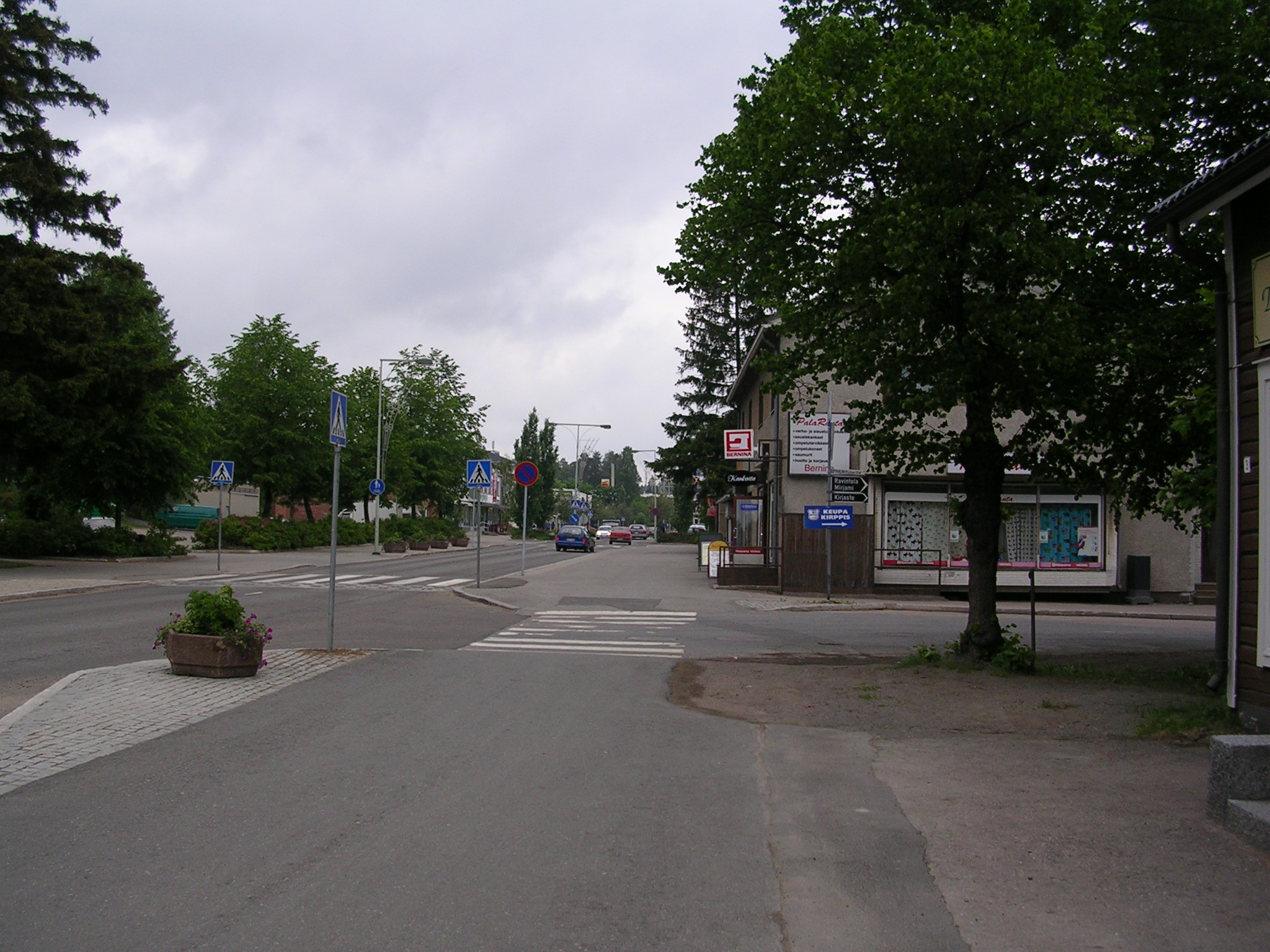
Kilátás a fő utcára.
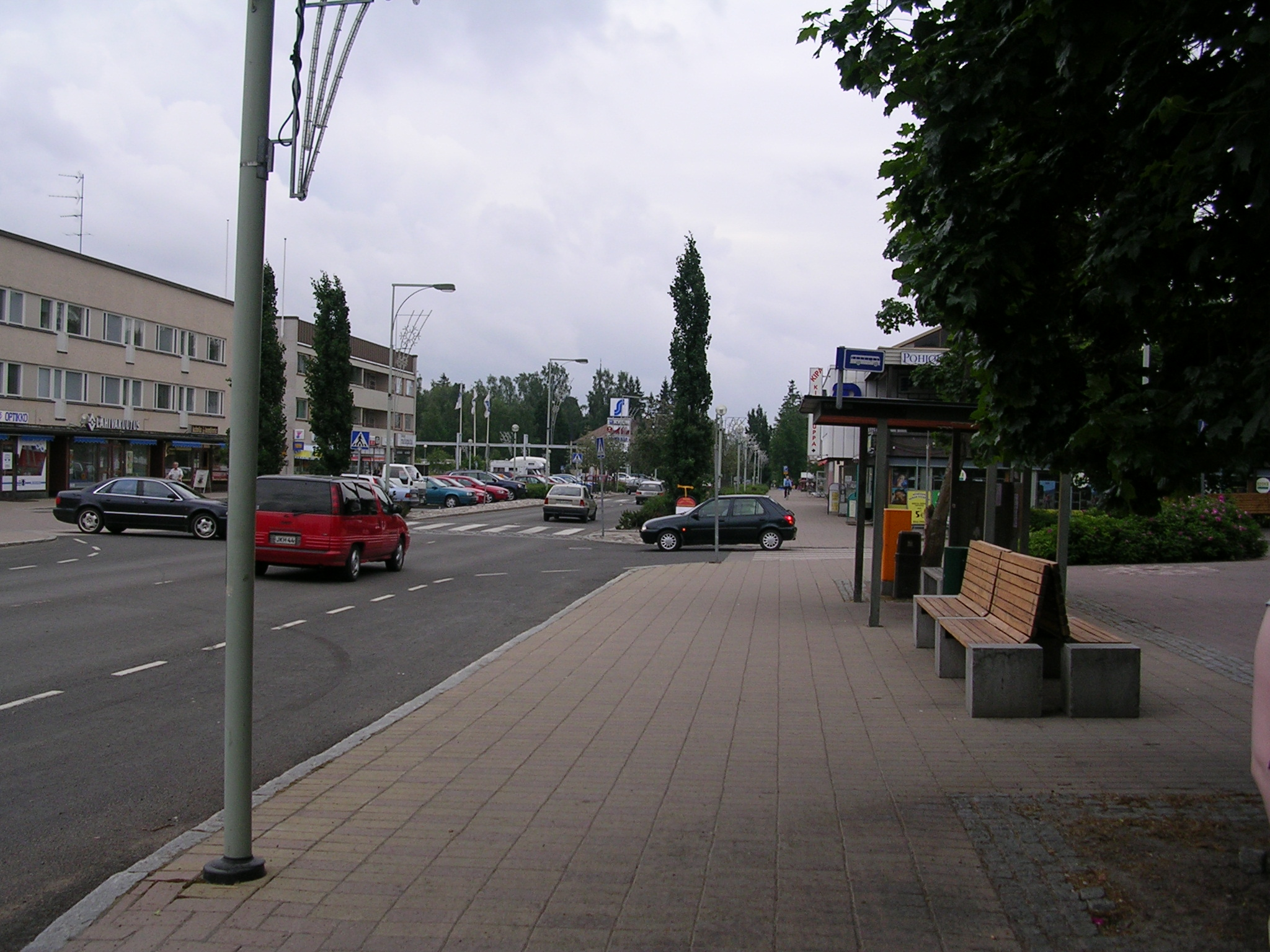
Kilátás másik nézetből.